# 팝 음악
팝 음악(pop music)은 대중음악의 장르 중 하나로 쉽게 귀를 잡아끄는 리듬 요소, 멜로디와 후렴, 메인스트림 스타일과 전통적인 구조를 특징으로 하는 대중음악 장르이다. 현대의 팝 음악은 트레디셔널 팝과 구분되며, 1950년대 중반부터는 미국과 영국에서 근대적인 형태로 시작된 대중음악의 하나의 장르이다.
처음에는 로큰롤의 가벼운 버전으로 생각을 하였다. 1950년대와 1960년대의 팝 음악은 로큰롤과 그 시대의 젊음 지향적 스타일에 영향을 받았고, 록과 팝은 1960년대 후반까지는 동의어로 사용되기도 하였으나,  1970년대에 들어서 팝 음악은 더 상업적이고 일시적이며 접근성이 용이한 음악으로 연관되었다.

## 용어
팝 음악이라는 용어는 대중음악(popular music)와 종종 혼동되며, 실제로 두 용어는 서로가 사용되어야 할 맥락에서 뒤바뀌어 사용되기도 한다.
팝 음악은 미국(USA) 사회 구성원 입장에서 대중가요라는 의미이지만, 전통적으로 미국의 영향력이 강한 대한민국에서는 영어가 여과없이 받아들여져 미국 대중가요를 지칭하는 팝뮤직이라는 단어를 관행적으로 곧이곧대로 사용하고 있다.

## 스타일
팝 음악의 일반적인 형태는 노래이며, 보통 5분 이하의 길이로, 쓰이는 악기는 오케스트라에서 가수의 목소리까지 다양하다. 팝 음악은 반복 적이고 외우기 dd쉬운 리듬 요소와 메인스트림 스타일, 전통적인 노래 구조를 특징으로 한다. 몇몇 이형으로는 절-후렴 형태(verse-chorus form), 32마디 형태(thirty-two-bar form) 등이 있으며, 이들도 멜로디와 특징적인 후렴, 그리고 절과 멜로디, 리듬, 화음적으로 대조되는 후렴구 등을 특징으로 한다. 일반적으로 음악과 멜로디의 박자는 간단하며 약간의 화음이 덧붙여진다. 팝 음악의 가사 주제는 역시 여러 가지이나 일반적으로 사랑과 로맨스에 관해 얘기하는 것이 많다.

## 읽을거리
- 아도르노, 시어도어 W. (1942) "대중음악에 대하여". Institute of Social Research.
- 벨, 존 L. The Singing Thing: A Case for Congregational Song. GIA Publications, 2000. ISBN 1-57999-100-9
- 빌보드 장르 인덱스 보관됨 2008-10-01 - 웨이백 머신
- 프리스, 사이먼; 윌 스트로; 존 스트리트 편집. 케임브리지 대중 음악의 이해. Cambridge University Press, 2001. ISBN 0-521-55660-0
- 존슨, 줄리안. Who Needs Classical Music?: Cultural Choice and Musical Value. Oxford University Press, 2002. ISBN 0-19-514681-6
- 플레전트, 헨리 (1969) "Serious Music and All That Jazz". Simon & Schuster.
- 록슨, 릴리안 (1969) "Rock Encyclopedia". Grosset & Dunlap.
- 길렛, 찰리 (1970) "The Sound of the City. The Rise of Rock and Roll." Outerbridge & Dienstfrey.
- 엘튼 존 (1973) Good Bye yellow Brick road
- 미들턴, 리차드 (1990) "Studying Popular Music". Open University Press.
- 빈다스, 케네스 J. (1992) "America's Musical Pulse: Popular Music in Twentieth-Century Society". Praeger.
- 클라크, 도날드 (1995) "대중 음악 흥망사". St Martin's Press. http://www.musicweb.uk.net/RiseandFall/index.htm 보관됨 2007-12-31 - 웨이백 머신
- 로너갠, 데이빗 F. Hit Records, 1950-1975. Scarecrow Press, 2004. ISBN 0-8108-5129-6
- 네거스, 키스 Music Genres and Corporate Cultures Routledge, 1999. ISBN 0-415-17399-X
- 몰츠비, 포샤 K. (1996) "Intra- and International Identities in American Popular Music."
- 공식 UK 차트 회사 정보 팩
- 돌프스마, 윌프레드 (1999) "Valuing Pop Music: Institutions, Values and Economics". Eburon.
- 슈커, 로이. Popular Music: The Key Concepts. Routledge, (2 edition) 2002. ISBN 0-415-28425-2
- 스타, 래리 & 워터맨, 크리스토퍼 (2002) "American Popular Music: From Minstrelsy to MTV". Oxford University Press.
- 프리스, 사이먼 (2004) "Popular Music: Critical Concepts in Media and Cultural Studies". Routledge.
- 돌프스마, 윌프레드 (2004) "Institutional Economics and the Formation of Preferences: The Advent of Pop Music". Edward Elgar Publishing.
- 왓킨스, S. 크레이그 Hip Hop Matters: Politics, Pop Culture, and the Struggle for the Struggle for the Soul of a Movement. Beacon Press, 2005. ISBN 0-8070-0982-2.

## 같이 보기
- 대중음악의 별명 목록
- 음악의 역사
- 전 세계 음악시장 순위
- 음악 장르